# U-507

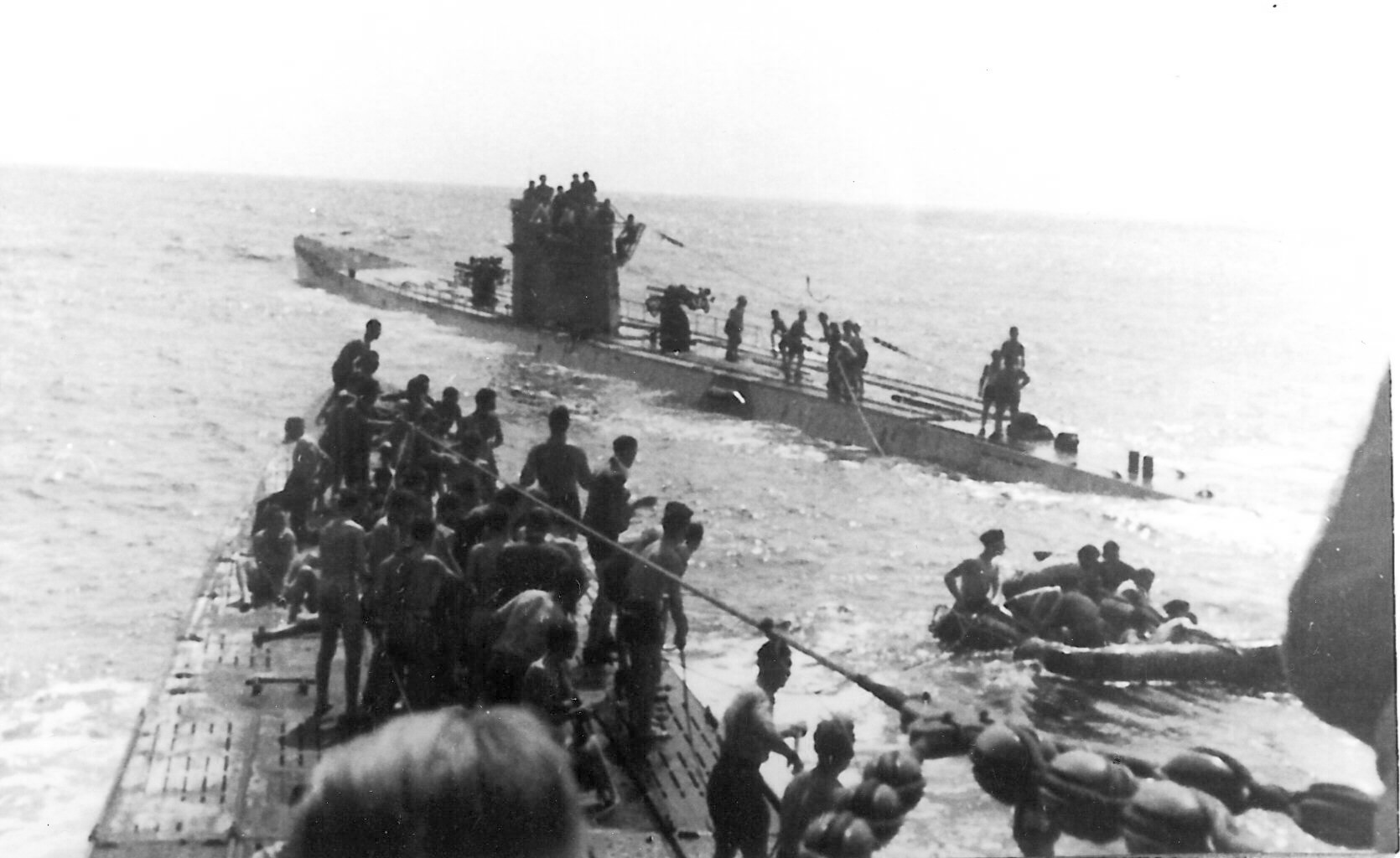
Інцидент з «Лаконією». U-156 і U-507 рятують вцілілих з потопленого лайнера «Лаконія». 15 вересня 1942

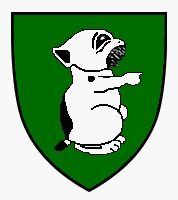
Емблема U-507

| U-507                                                                                                | U-507 | U-507 |
| --- | --- | --- |
| U 507                                                                                                | | |
| | | |
| Зображення підводного човна U-505, однотипного з U-507                                               | | |
| Верф                                                                                                 | Deutsche Werft, Гамбург | Deutsche Werft, Гамбург |
| Під прапором                                                                                         | Третій Рейх | Третій Рейх |
| Належність                                                                                           | Крігсмаріне | Крігсмаріне |
| Порт приписки                                                                                        | Штеттін Вільгельмсгафен Лор'ян | Штеттін Вільгельмсгафен Лор'ян |
| Замовлення                                                                                           | 20 жовтня 1939 | 20 жовтня 1939 |
| Закладений                                                                                           | 11 вересня 1940 | 11 вересня 1940 |
| Спуск на воду                                                                                        | 15 липня 1941 | 15 липня 1941 |
| Введений до складу флоту                                                                             | 8 жовтня 1941 | 8 жовтня 1941 |
| На службі                                                                                            | 1941—1943 | 1941—1943 |
| Загибель                                                                                             | 13 січня 1943 року потоплений північно-західніше Форталези, Бразилія американським літаючим човном «Каталіна»                                                           | 13 січня 1943 року потоплений північно-західніше Форталези, Бразилія американським літаючим човном «Каталіна»                                                           |
| Сучасний статус                                                                                      | затоплений | затоплений |
| Бойовий досвід                                                                                       | Друга світова війна Битва за Атлантику Американський ТВД | Друга світова війна Битва за Атлантику Американський ТВД |
| Проєкт                                                                                               | | |
| Тип ПЧ                                                                                               | великий океанський торпедний ДПЧ | великий океанський торпедний ДПЧ |
| Основні характеристики                                                                               | | |
| Швидкість (надводна)                                                                                 | 18,2 вузла (33,7 км/год) | 18,2 вузла (33,7 км/год) |
| Швидкість (підводна)                                                                                 | 7,3 (13,5 км/год) | 7,3 (13,5 км/год) |
| Робоча глибина занурення                                                                             | 100 м | 100 м |
| Гранична глибина занурення                                                                           | 230 м | 230 м |
| Дальність плавання                                                                                   | 64 милі (119 км) на швидкості 4 вузли (7,4 км/год) (у підводному положенні) 13 450 морських миль (24 910 км на швидкості 10 вузлів (19 км/год) (у надводному положенні) | 64 милі (119 км) на швидкості 4 вузли (7,4 км/год) (у підводному положенні) 13 450 морських миль (24 910 км на швидкості 10 вузлів (19 км/год) (у надводному положенні) |
| Екіпаж                                                                                               | 48 офіцерів та матросів | 48 офіцерів та матросів |
| Розміри                                                                                              | | |
| Довжина найбільша (по КВЛ)                                                                           | 76,76 м | 76,76 м |
| Ширина корпусу найб.                                                                                 | 6,76 м | 6,76 м |
| Висота                                                                                               | 9,6 м | 9,6 м |
| Середня осадка (по КВЛ)                                                                              | 4,7 м | 4,7 м |
| Водотоннажність надводна                                                                             | 1120 т | 1120 т |
| Силова установка                                                                                     | | |
| Дизель-електрична: 2 дизельні двигуни MAN M 9 V 40/46 2 електродвигуни Siemens-Schuckert 2 GU 345/34 | | |
| Гвинти                                                                                               | 2 | 2 |
| Потужність                                                                                           | 2 × 2 200 к.с. (дизелі) 2 × 740 к.с. (електродвигуни) | 2 × 2 200 к.с. (дизелі) 2 × 740 к.с. (електродвигуни) |
| Озброєння                                                                                            | | |
| Артилерія                                                                                            | 1 × 105-мм палубна гармата SK C/32 | 1 × 105-мм палубна гармата SK C/32 |
| Торпедно- мінне озброєння                                                                            | 4 носових і 2 кормових ТА; 22 торпеди або 44 міни TMA чи 66 TMB | 4 носових і 2 кормових ТА; 22 торпеди або 44 міни TMA чи 66 TMB |
| ППО                                                                                                  | 1 × 37-мм зенітна гармата SKC/30 2 (1 × 2) × 20-мм зенітні гармати FlaK 30                                                                                              | 1 × 37-мм зенітна гармата SKC/30 2 (1 × 2) × 20-мм зенітні гармати FlaK 30                                                                                              |

U-507 — німецький великий океанський підводний човен типу IXC, що входив до складу Військово-морських сил Третього Рейху за часів Другої світової війни. Закладений 11 вересня 1940 року на верфі Deutsche Werft у Гамбурзі під будівельним номером 303. Спущений на воду 15 липня 1941 року, а 8 жовтня 1941 року корабель увійшов до складу ВМС нацистської Німеччини.

## Історія служби
U-507 належав до серії німецьких підводних човнів типу IXC, великих океанських човнів, призначених діяти на морських комунікаціях противника на далеких відстанях у відкритому океані. Човнів цього типу було випущено 54 одиниці і вони дуже успішно та результативно проявили себе в ході бойових дій в Атлантиці. 8 жовтня 1941 року U-507 розпочав службу у складі 4-ї навчальної флотилії, а з 1 березня 1942 року переведений до бойового складу 2-ї флотилії ПЧ Крігсмаріне.
З березня 1942 року і до січня 1943 року U-507 здійснив 4 бойових походи в Атлантичний океан, в яких провів 227 днів. Човен потопив 19 торгових суден (77 143 GRT) і пошкодив ще одне судно (6 561 GRT).
13 січня 1943 року в четвертому бойовому поході U-507 був потоплений в південній частині Атлантичного океану північно-західніше бразильської Форталези глибинними бомбами американського літаючого човна «Каталіна». Усі 56 членів екіпажу загинули.

## Командири
- корветтен-капітан Гарро Шахт (8 жовтня 1941 — 13 січня 1943)

## Перелік уражених U-507 суден у бойових походах
| №                                                                  | Дата           | Командир ПЧ        | Назва            | Тип                | Належність      | Водотоннажність (брт) | Вантаж | Конвой        | Результат та координати                                                 | Наслідки атаки для екіпажу        | Прим. |
| ------------------------------------------------------------------ | -------------- | ------------------ | ---------------- | ------------------ | --------------- | --------------------- | --- | ------------- | ----------------------------------------------------------------------- | --------------------------------- | ----- |
| Другий похід (4.04—4.06.1942, 62 доби; Лор'ян—Лор'ян)              |                |                    |                  |                    |                 |                       | |               |                                                                         |                                   |       |
| 1                                                                  | 30 квітня 1942 | KrvKpt. Гарро Шахт | Federal          | танкер             | США             | 2 881                 | баласт |               | потоплений 21°13′ пн. ш. 76°05′ зх. д. / 21.217° пн. ш. 76.083° зх. д.  | 33 (5 загинули та 28 вціліли)     |       |
| 2                                                                  | 4 травня 1942  | KrvKpt. Гарро Шахт | Norlindo         | суховантажне судно | США             | 2 686                 | баласт |               | потоплено 24°57′ пн. ш. 84°00′ зх. д. / 24.950° пн. ш. 84.000° зх. д.   | 28 (5 загинули та 23 вціліли)     |       |
| 3                                                                  | 5 травня 1942  | KrvKpt. Гарро Шахт | Munger T. Ball   | танкер             | США             | 5 104                 | 65 000 барелів бензину                                                                                     |               | потоплений 25°17′ пн. ш. 83°57′ зх. д. / 25.283° пн. ш. 83.950° зх. д.  | 34 (30 загинули та 4 вціліли)     |       |
| 4                                                                  | 5 травня 1942  | KrvKpt. Гарро Шахт | Joseph M. Cudahy | танкер             | США             | 6 950                 | 77 444 барелі сирої та мастильної олії                                                                     |               | потоплений 25°57′ пн. ш. 83°57′ зх. д. / 25.950° пн. ш. 83.950° зх. д.  | 37 (27 загинули та 10 вціліли)    |       |
| 5                                                                  | 6 травня 1942  | KrvKpt. Гарро Шахт | Alcoa Puritan    | суховантажне судно | США             | 6 759                 | 9700 тонн бокситів                                                                                         |               | потоплено 28°35′ пн. ш. 88°22′ зх. д. / 28.583° пн. ш. 88.367° зх. д.   | 54 (усі вціліли)                  |       |
| 6                                                                  | 7 травня 1942  | KrvKpt. Гарро Шахт | Ontario          | суховантажне судно | Гондурас        | 3 099                 | банани |               | потоплено 28°11′ пн. ш. 87°32′ зх. д. / 28.183° пн. ш. 87.533° зх. д.   | 45 (усі вціліли)                  |       |
| 7                                                                  | 8 травня 1942  | KrvKpt. Гарро Шахт | Torny            | суховантажне судно | Норвегія        | 2 424                 | 3650 тонн селітри                                                                                          |               | потоплено 26°40′ пн. ш. 86°40′ зх. д. / 26.667° пн. ш. 86.667° зх. д.   | 26 (2 загиблих та 24 вцілілих)    |       |
| 8                                                                  | 12 травня 1942 | KrvKpt. Гарро Шахт | Virginia         | танкер             | США             | 10 731                | 180 000 барелів бензину                                                                                    |               | потоплений 28°53′ пн. ш. 89°29′ зх. д. / 28.883° пн. ш. 89.483° зх. д.  | 41 (27 загиблих та 14 вцілілих)   |       |
| 9                                                                  | 13 травня 1942 | KrvKpt. Гарро Шахт | Gulfprince       | танкер             | США             | 6 561                 | 1000 барелів авіаційного бензину (100 октанового числа) в цистерні №3 і баласт із солоною водою            | Конвой ET 22A | пошкоджений 28°32′ пн. ш. 91°00′ зх. д. / 28.533° пн. ш. 91.000° зх. д. | 63 (1 загиблий та 62 вцілілих)    |       |
| 10                                                                 | 16 травня 1942 | KrvKpt. Гарро Шахт | Amapala          | суховантажне судно | Гондурас        | 4 148                 | генеральні вантажі                                                                                         |               | потоплено 26°40′ пн. ш. 88°17′ зх. д. / 26.667° пн. ш. 88.283° зх. д.   | 57 (1 загиблий та 56 вцілілих)    |       |
| Третій похід (4.07—12.01.1942, 101 доба; Лор'ян—Лор'ян)            |                | KrvKpt. Гарро Шахт |                  |                    |                 |                       | |               |                                                                         |                                   |       |
| 11                                                                 | 16 серпня 1942 | KrvKpt. Гарро Шахт | Baependy         | суховантажне судно | Бразилія        | 4 801                 | 233 пасажири та військовослужбовці                                                                         |               | потоплено 11°50′ пд. ш. 37°00′ зх. д. / 11.833° пд. ш. 37.000° зх. д.   | 306 (270 загинуло та 36 вижило)   |       |
| 12                                                                 | 16 серпня 1942 | KrvKpt. Гарро Шахт | Araraquara       | пасажирське судно  | Бразилія        | 4 872                 | генеральні вантажі                                                                                         |               | потоплено 12°00′ пд. ш. 37°19′ зх. д. / 12.000° пд. ш. 37.317° зх. д.   | 142 (131 загиблий та 11 вцілілих) |       |
| 13                                                                 | 16 серпня 1942 | KrvKpt. Гарро Шахт | Annibal Benévolo | суховантажне судно | Бразилія        | 1 905                 | генеральні вантажі                                                                                         |               | потоплено 11°41′ пд. ш. 37°21′ зх. д. / 11.683° пд. ш. 37.350° зх. д.   | 154 (150 загинуло та 4 вижило)    |       |
| 14                                                                 | 17 серпня 1942 | KrvKpt. Гарро Шахт | Itagiba          | суховантажне судно | Бразилія        | 2 169                 | генеральні вантажі                                                                                         |               | потоплено 13°20′ пд. ш. 38°40′ зх. д. / 13.333° пд. ш. 38.667° зх. д.   | 181 (36 загинуло та 145 вижило)   |       |
| 15                                                                 | 17 серпня 1942 | KrvKpt. Гарро Шахт | Arará            | суховантажне судно | Бразилія        | 1 075                 | металобрухт                                                                                                |               | потоплено 13°20′ пд. ш. 38°49′ зх. д. / 13.333° пд. ш. 38.817° зх. д.   | 36 (20 загинуло та 16 вижило)     |       |
| 16                                                                 | 19 серпня 1942 | KrvKpt. Гарро Шахт | Jacyra           | вітрильне судно    | Бразилія        | 89                    | 800 мішків какао, кокосових горіхів, бананів і піасаби, ящики з порожніми пляшками та розібрана вантажівка |               | потоплено 13°20′ пд. ш. 38°49′ зх. д. / 13.333° пд. ш. 38.817° зх. д.   | 6 (усі вижили)                    |       |
| 17                                                                 | 22 серпня 1942 | KrvKpt. Гарро Шахт | Hammaren         | суховантажне судно | Швеція          | 3 220                 | генеральні вантажі                                                                                         | Конвой OS 36  | потоплено 13°00′ пд. ш. 38°15′ зх. д. / 13.000° пд. ш. 38.250° зх. д.   | 31 (6 загинули та 25 вижили)      |       |
| Четвертий похід (28.11.1942—13.01.1943, 101 доба; Лор'ян—загибель) |                | KrvKpt. Гарро Шахт |                  |                    |                 |                       | |               |                                                                         |                                   |       |
| 18                                                                 | 27 грудня 1942 | KrvKpt. Гарро Шахт | Oakbank          | суховантажне судно | Велика Британія | 5 154                 | баласт |               | потоплено 00°46′ пд. ш. 37°58′ зх. д. / 0.767° пд. ш. 37.967° зх. д.    | 64 (27 загинули та 37 вижили)     |       |
| 19                                                                 | 3 січня 1943   | KrvKpt. Гарро Шахт | Baron Dechmont   | суховантажне судно | Велика Британія | 3 675                 | 4630 т вугілля та коксу                                                                                    |               | потоплено 3°11′ пд. ш. 38°41′ зх. д. / 3.183° пд. ш. 38.683° зх. д.     | 44 (7 загинули та 37 вижили)      |       |
| 20                                                                 | 8 січня 1943   | KrvKpt. Гарро Шахт | Yorkwood         | суховантажне судно | Велика Британія | 5 401                 | генеральні вантажі                                                                                         |               | потоплено 4°10′ пд. ш. 35°30′ зх. д. / 4.167° пд. ш. 35.500° зх. д.     | 48 (1 загиблий та 47 вцілілих)    |       |